# Sten Grytebust
Sten Grytebust (Ålesund, 1989. október 25. –) norvég válogatott labdarúgó, az Aalesund kapusa.

## Pályafutása

### Klubcsapatokban
Grytebust a norvégiai Ålesund városában született. Az ifjúsági pályafutását az Ellingsøy csapatában kezdte, majd az Aalesund akadémiájánál folytatta.
2009-ben mutatkozott be az Aalesund első osztályban szereplő felnőtt keretében. 2016-ban a dán első osztályban érdekelt Odense szerződtette. 2019-ben a Københavnhoz igazolt. Először a 2019. július 14-ei, Odense ellen idegenben 3–2-es győzelemmel zárult mérkőzésen lépett pályára. A 2021–22-es szezon első felében a Vejle csapatát erősítette kölcsönben. 2022. február 15-én visszatért az Aalesundhoz.

### A válogatottban
Grytebust az U17-estől az U23-asig szinte minden korosztályos válogatottban képviselte Norvégiát.
2013-ban debütált a felnőtt válogatottban. Először a 2013. június 11-ei, Macedónia ellen 2–0-ra megnyert barátságos mérkőzésen lépett pályára.

## Statisztikák
2022. november 13. szerint
| Klub               | Szezon   | Osztály          | Bajnokság | Bajnokság | Kupa  | Kupa | Nemzetközi | Nemzetközi | Összesen | Összesen |
| Klub               | Szezon   | Osztály          | Meccs     | Gól       | Meccs | Gól  | Meccs      | Gól        | Meccs    | Gól      |
| ------------------ | -------- | ---------------- | --------- | --------- | ----- | ---- | ---------- | ---------- | -------- | -------- |
| Aalesund           | 2011     | Tippeligaen      | 30        | 0         | 3     | 0    | 6          | 0          | 39       | 0        |
| Aalesund           | 2012     | Tippeligaen      | 28        | 0         | 0     | 0    | 4          | 0          | 32       | 0        |
| Aalesund           | 2013     | Tippeligaen      | 30        | 0         | 0     | 0    | —          | —          | 30       | 0        |
| Aalesund           | 2014     | Tippeligaen      | 30        | 0         | 0     | 0    | —          | —          | 30       | 0        |
| Aalesund           | 2015     | Tippeligaen      | 27        | 0         | 0     | 0    | —          | —          | 27       | 0        |
| Aalesund           | Összesen | Összesen         | 145       | 0         | 3     | 0    | 10         | 0          | 158      | 0        |
| Odense             | 2015–16  | Danish Superliga | 15        | 0         | 0     | 0    | —          | —          | 15       | 0        |
| Odense             | 2016–17  | Danish Superliga | 30        | 0         | 0     | 0    | —          | —          | 30       | 0        |
| Odense             | 2017–18  | Danish Superliga | 34        | 0         | 1     | 0    | —          | —          | 35       | 0        |
| Odense             | 2018–19  | Danish Superliga | 35        | 0         | 3     | 0    | —          | —          | 38       | 0        |
| Odense             | Összesen | Összesen         | 114       | 0         | 4     | 0    | 0          | 0          | 118      | 0        |
| København          | 2019–20  | Danish Superliga | 7         | 0         | 2     | 0    | 5          | 0          | 14       | 0        |
| København          | 2020–21  | Danish Superliga | 9         | 0         | 1     | 0    | —          | —          | 10       | 0        |
| København          | Összesen | Összesen         | 16        | 0         | 3     | 0    | 5          | 0          | 24       | 0        |
| Vejle (kölcsönben) | 2021–22  | Danish Superliga | 10        | 0         | 3     | 0    | —          | —          | 13       | 0        |
| Aalesund           | 2022     | Eliteserien      | 30        | 0         | 1     | 0    | —          | —          | 31       | 0        |
| Összesen           | Összesen | Összesen         | 315       | 0         | 14    | 0    | 15         | 0          | 344      | 0        |

### A válogatottban
| Válogatott | Év       | Pályára lépés | Gól |
| ---------- | -------- | ------------- | --- |
| Norvégia   | 2013     | 1             | 0   |
| Norvégia   | 2014     | 1             | 0   |
| Norvégia   | 2017     | 1             | 0   |
| Norvégia   | 2018     | 1             | 0   |
| Norvégia   | 2019     | 1             | 0   |
| Összesen   | Összesen | 5             | 0   |

## Sikerei, díjai
Aalesund
- NM Cupen
  - Győztes (2): 2009, 2011

- Norvég Szuperkupa
  - Döntős (1): 2010

København
- Danish Superliga
  - Ezüstérmes (1): 2019–20